# Mark Christopher Lawrence
Mark Christopher Lawrence (* 22. května 1964, Los Angeles, Kalifornie, USA) je americký herec, stand-up komik a dabér. Pravděpodobně nejznámější je ze své role tajemného DJe, Tone Defa, v satirickém mockumentu, Fear of a Black Hat z roku 1994. Hrál také v mnoha populárních filmech jako Terminátor 2: Den zúčtování, Planeta opic (2001) a Štěstí na dosah
Lawrence je v současnosti k vidění ve své pravidelné roli jako Big Mike v NBC seriálu Chuck. Hostoval v mnoha televizních pořadech, z těch nejznámějších například Hrdinové, My Name Is Earl, Drzá Jordan, Dharma & Greg, Show Jerryho Seinfelda, Malcolm v nesnázích, Dotek anděla, Malcolm & Eddie, Men Behaving Badly, Murphy Brown a Martin.

## Mládí a vzdělání
Lawrence a jeho dva sourozenci vyrůstali se svobodnou matkou v Comptonu v Kalifornii. V desátém třídě se přidal do školního debatního týmu. Poté, co vyhrál školní okresní Literární olympiádu, zúčastnil se Lawrence státního a národního stupně soutěže a vyhrál univerzitní cenu Bovero-Tabor Award, která je udělována nejlepším mladým mluvčím v zemi.
Na University of Southern California se stal trenérem debatního týmu a bylo mu uděleno plné stipendium. Během studia získával cenné zkušenosti při práci v Los Angeles Theater Center. Tady si jej vyhlídl agent, který mu sehnal první roli v televizním seriálu Poldové z Hill Street.
Po dokončení vysoké školy pracoval v divadle San Francisco Mime Troupe a účinkoval ve standup comedy po celé Americe, Austrálii a Kanadě.
Lawrencova práce v divadle vedla k získání ocenění Dramalogue za jeho účinkování ve hře Minimanta od Rezy Abdoh. Vyhrál cenu NAACP za práci Ken Davisově The Glass House v roce 1990. Této role si všiml režisér James Cameron, který jej obsadil ve filmu Terminátor 2: Den zúčtování.